# Войната Джиншин
Войната Джиншин (яп. 壬申の乱 "jinshin no ran") била конфликт за японския престол през периода Асука. Тя избухнала през 672 г. след смъртта на император Тенджи. Името се отнася до джиншин (кит. renshen 壬申), или деветата година на шестдесетгодишния цикъл, съответстваща на григорианската 672 г.
Тенджи първоначално бил определил брат си, принц Ооама, за свой наследник, но по-късно го заменил със своя син, принц Оотомо. По време на насилието, което избухнало заради дворцови вражди, Оотомо, наследил престола, се самоубил след по-малко от година управление. Чичо му Ооама след това поел властта като император Темму.

## Предистория
След като поел властта, император Тенджи установил столицата си в Ооми-Ооцу (днешният гр. Ооцу, префектура Шига). Дал всичко от себе си, за да изгради силна държава, копирайки бюрокрацията на китайската династия Тан, внасяйки китайската политическа система и съответно повлиявайки на японската култура като цяло. Япония била в процес на обединение от клана Ямато, опитващ се да разруши силната регионална хегемония на местните властни кланове (уджи).
Следващата задача на Тенджи била да си осигури наследник. От своята императрица-наложница Ямато-химе той не успял да се сдобие с такъв. Трябвало да избере правилното момче измежду синовете на други жени. Първият му избор бил принц Такеру, но той бил ням по рождение и умрял на седем. Следващият бил принц Оотомо, трудолюбив и изключително умен и интелигентен. Той бил достатъчно способен, за да наследи престола.
Въпреки че Оотомо бил почти перфектен, майка му била от ниско потекло. Тя произхождала от рода на селски земевладелец и нямала императорска кръв. Това било в голям ущърб на Оотомо, що се отнасяло до поемането на властта.
Същевременно, един от по-малките братя на Тенджи бил даровит колкото Оотомо. Той, принц Ооама, имал почти същите претенции към престола като императора, с изключение на по-младата си възраст. Репутацията му била много по-голяма от тази на Оотомо, защото имал синя кръв. Това до голяма степен предопределило идния сблъсък.
През 670 г. император Тенджи се разболял. Осъзнавайки, че нямало да живее още дълго, пожелал да бъде наследен от сина си Оотомо. Тъй като най-големият враг на Оотомо бил Ооама, императорът се опитал да се отърве от брат си. Поканил принца в спалнята си и го попитал дали желае трона. Ако Ооама отговорел утвърдително, императорът щял да го арестува и накаже като предател. Принцът бил достатъчно умен, за да се досети за това, и излъгал, че иска Оотомо да бъде следващият владетел. Добавил, че желае да стане монах, вместо да наследи престола, и че щял да се оттегли в храм в Йошино. Понеже вече нямало причина да накаже Ооама, императорът приел предложението му. На следващия ден принцът се замонашил в Йошино.
Императорът обявил Оотомо за свой наследник. Оотомо извикал шестима васали в спалнята на императора и ги накарал да се закълнат, че ще му служат, пред Тенджи. Императорът кимнал. Няколко дни по-късно той починал.

## Войната
След смъртта на Тенджи принц Оотомо поел императорската власт. Сога но Акае (蘇我赤兄), Сога но Хатаясу (蘇我果安), Косе но Оми Хито (巨勢臣比等), Ки но Уши (紀大人) и други благородници го подкрепили.
От своя страна, принц Ооама само се представял за монах и всъщност търсел възможност да вдигне бунт срещу Оотомо и да го свали от власт.  Той тайно събрал оръжия и войници, за да се подготви за преврата. На седмия месец от 672 г. Ооама изоставил Йошино и се отправил към двореца в Ооцу, където пребивавал новият император Оотомо.
По пътя му имало много трудности: в някои области партизански атаки спирали движението на неговата армия за дълго време. Всеки път войските на Ооама се биели храбро и търпеливо, обръщайки противниците си на своя страма. 
Войната продължила около месец. След отчаяна борба Ооама превзел столицата. Оотомо избягал в планината Нагара близо до двореца, където се удушил. Васалите му били пленени от войските на Ооама и наказани като военнопрестъпници.
Победителят, принц Ооама, изгорил столицата и се установил в Асука, където построил двореца Асука-Кийомихара и се оженил за императрица Уно-Сарара.